# Pilkington
A Pilkington é uma empresa fabricante de vidros sediada em Lathom, Lancashire, Reino Unido, e é uma subsidiária da empresa japonesa NSG.

## História
A empresa foi fundada em 1826 como uma parceria entre membros das famílias Pilkington e Greenall, com sede em St. Helens, Lancashire. O empreendimento usava o nome comercial de St Helens Crown Glass Company. On the departure from the partnership of the last Greenall in 1845, the firm became known as Pilkington Brothers. No final de 1985, Pilkington foi objeto de uma oferta de aquisição hostil da BTR Industries, um grande grupo conglomerado com sede na Grã-Bretanha. Os esforços da Pilkington para rejeitar a oferta foram auxiliados por seus funcionários, a cidade e alguns ministros do governo. Seu trabalho conjunto bem-sucedido foi seguido por uma retirada da oferta da BTR no início de 1986.

## Operações
A Pilkington desenvolveu um produto de vidro float revestido com autolimpeza, denominado Pilkington Activ. Este vidro autolimpante possui um revestimento que usa um método de fotocatálise para quebrar a sujeira orgânica com a luz solar. A sujeira é então lavada pela chuva durante um processo hidrofílico.